# Памятник Лесе Украинке (Москва)
Памятник Лесе Украинке в Москве — памятник украинской поэтессе, переводчице и культурной деятельнице Лесе Украинке, расположенный в Москве.
Установлен в 2006 году во время торжественных мероприятий, посвященных Дню города на Украинском бульваре.
Памятник представляет собой высокую бронзовую скульптуру поэтессы. Леся Украинка, одетая в простое платье, стоит в тени дерева. В левой руке она держит небольшой томик со стихами, а правую руку протягивает вперед и вдохновлено читает романтические стихи. На дереве сидит птица и внимательно слушает мелодичный голос. Памятник расположен на невысоком постаменте из красного гранита. На постаменте золотыми буквами написано «Леся Украинка».
Памятник стал украшением Украинского бульвара, соединяющего пространство перед одним из красивейших высотных зданий Москвы — гостиницей «Украина» и площадью перед Киевским вокзалом. Авторы архитектурно-скульптурного ансамбля — Е. Г. Розанов, А. Н. Бурганов, И. А. Бурганов, И. А. Голубева.
В январе 2023 года памятник стал местом стихийного мемориала людям, погибшим в результате российского ракетного удара по территории Украины 14 января 2023 года.
Цветы к памятнику возлагались также 24 февраля 2023 года, в годовщину вторжения России в Украину. При этом минимум четыре человека были задержаны, а цветы коммунальная служба убирала.